# Кирилл (Поспелов)
Архиепископ Кири́лл (в миру Леони́д Никола́евич Поспе́лов; 20 марта [1 апреля] 1876, село Можаровка, Городищенский уезд, Пензенская губерния — 18 декабря 1953, Пенза) — епископ Русской православной церкви, архиепископ Пензенский и Саранский.

## Биография
Родился в семье бедного псаломщика, трагически погибшего, когда Леониду исполнилось пять лет. Всего в семье было пятеро детей. Благодаря матери и помощи ближайших родственников, все дети получили духовное образование.
В 1898 году окончил Пензенскую духовную семинарию.
1 октября 1898 года рукоположён в сан диакона. Обладал абсолютным слухом и замечательным баритональным басом.
С 1906 года — священник. Служил в Баку, но из-за болезни жены настоял на переводе в Саратов, добившись приёма у обер-прокурора Синода В. К. Саблера.
С января 1914 года — священник Александро-Невского собора и законоучитель саратовской гимназии. Был возведён в сан протоиерея, с 1916 года — благочинный церквей Саратова. Был ключарём саратовского кафедрального собора. По его инициативе в 1918 году при соборе образовался «коллектив из богомольцев, поставивший своей задачей поднятие музыкальной стороны церковного пения до возможного совершенства».
В 1921 году был членом Саратовского комитета помощи голодающим, собрал в Саратовской губернии значительное количество средств в пользу голодающих. Сдал все деньги в государственный банк, после чего был принят М. И. Калининым, который по свидетельству священника Владимира Тимакова (позднее бывшего у него иподиаконом) отправил его на Украину для сбора пожертвований: «Делать тебе здесь нечего, деньги есть не будешь, поезжай на Украину, и все деньги, которые соберешь, обращай в хлеб». Он получил мандат от ЦК «Помгола» и получил разрешение выступать в общественных местах — в том числе в театрах. В результате, с Украины им был отправлен целый поезд (13 вагонов). За свои труды он получил благодарственную грамоту от ЦК «Помгола».
Недолго участвовал в обновленческом движении, состоял членом саратовского обновленческого епархиального управления, но уже в 1923, принеся покаяние, вернулся в Патриаршую церковь.
В 1934 году был арестован в результате провокации — один из алтарников принёс ему завёрнутую в бумагу «антисоветскую» книгу, а тут же к нему сразу же пришли с обыском. Был приговорён по ст. 58-10 Уголовного кодекса (УК) к трём годам лишения свободы, срок отбывал в Казахстане, в лагере между Джамбулом и Алма-Атой. В 1937 вновь осуждён — к 8 годам лишения свободы по этой же статье УК. В лагере первоначально находился на общих работах, был лишён пайка, тяжело заболел и был переведён на должность статистика, что спасло ему жизнь. В июне 1943 был освобождён из лагеря, но священствовать допущен не был. Жил в городе Актюбинске, где работал конюхом в больнице.
Когда открылась возможность для архиерейской хиротонии архиепископом Андреем (Комаровым), который ранее был священником в Саратовском кафедральном соборе при настоятельстве Леонида Поспелова, был представлен Патриарху Сергию как достойный кандидат для посвящения во епископа.
В марте 1944 года протоиерей Леонид был срочно вызван в Москву патриархом Московским и всея Руси Сергием. 23 марта 1944 года была образована Пензенская и Саранская епархия на территории Пензенской области и Мордовской АССР, а «протоиерей Саратовской епархии» Леонид Поспелов был назначен её епископом с последующим постригом и хиротонией. Швейцар первоначально отказывался пускать в здание Патриархии бедно одетого священника, приняв его за нищего.
29 марта 1944 года епископом Дмитровским Иларием (Ильиным) пострижен в монашество с именем Кирилл. Накануне посвящения «в его одежде нашли массу вшей, и ... все архиереи набросились на него, чтобы он сходил в баню».
1 апреля 1944 года в Богоявленском соборе, что в Елохове, в Москве хиротонисан во епископа Пензенского и Саранского. Хиротонию совершили: Патриарх Сергий, митрополит Ленинградский Алексий (Симанский), архиепископ Саратовский Григорий (Чуков), архиепископ Рязанский Алексий (Сергеев), епископ Дмитровский Иларий (Ильин).
К моменту прибытия епископа Кирилла в епархию в ней было только две действующие церкви — в Пензе на Митрофановском кладбище и в Кузнецке; храм в Саранске готовился к открытию. Клир, долгое время лишённый архипастырского надзора, был вынужден дать отчет о состоянии дел епископу, но вступил с ним в конфликт. Особенно остро сложились отношения с двоюродным братом епископа Кирилла — благочинным протоиереем Алексеем Виноградским. Протоиерей перешел в другую епархию, но перед отъездом послал уполномоченному Совета по делам РПЦ заявление, содержащее клеветнические сведения о епископе Кирилле.
11 июля 1944 года назначен епископом Ташкентским и Среднеазиатским.
Ситуация в епархии была сложной. Его предшественник по кафедре, архиепископ Борис (Шипулин) был арестован и расстрелян в 1937 году, и с тех пор кафедра вдовствовала. Также в Средней Азии было очень сильны позиции обновленцев, которые в отличие в отличие от других регионов СССР численно доминировали: так до конца 1943 года в Узбекистане было 8 действовавших обновленческих приходов и лишь 2 патриарших. Хотя незадолго до назначения епископа Кирилла обновленцы под давлением властей перешли в Патриаршую церковь — для их принятия в Среднюю Азию в апреле 1944 года был командирован епископ Алексий (Палицын) — позиции бывших обновленцев в его епархии были очень сильны.
Соблюдал чрезвычайно строгий пост и, по воспоминаниям современников, даже на Пасху употреблял пищу только с растительным маслом. Однажды во время объезда Ташкентской епархии он был приглашён на устроенный в его честь официальный банкет, где подавали только мясные блюда. Был вынужден участвовать в трапезе, чтобы не обидеть устроителей, но, вернувшись на свою квартиру, покаянно положил тысячу поклонов. Вскоре его пригласили на новый банкет — увидев мясные блюда, сказал уполномоченному по делам религий: «Я понимаю, что застольем мне оказывается высокая честь, но я монах, и мясное есть мне не положено. На первом банкете я и виду не подал и ел всё, но это стоило мне тысячи поклонов, но делать их мне чрезвычайно трудно, я глубокий старик». После этого стол был сервирован рыбными блюдами.
Из-за болезни было решено перевести его в Центральную России.
С 20 июня 1946 года — епископ Ивановский и Шуйский.
С 27 января 1947 года — вновь епископ Пензенский и Саранский.
С 25 февраля 1951 года — в сане архиепископа.
Несмотря на болезнь, часто посещал приходы. Пользовался уважением верующих, был известен как добрый пастырь. Часто устраивал особые ночные службы с поклонами и с чтением акафистов. Проводил беседы с паствой о вере и христианской жизни.
Скончался 18 декабря 1953 года в Пензе. Похоронен под алтарём левого придела Митрофаниевского кладбищенского храма Пензы.